# 马库斯·兰德里
马库斯·兰德里（英語：Marcus Landry，1985年11月1日—），美国NBA联盟前职业篮球运动员。其兄为卡尔·兰德里。